# آشپزی انگلیسی

چای بعد از ظهر به سبک سنتی انگلیسی در فیلادلفیا

غذاهای انگلیسی شامل سبک‌های آشپزی ، سنت‌ها و دستور العمل‌های مربوط به انگلستان است. این سنتها ویژگی و خصوصیات متمایز و منحصر به خود را داشت. در زمان امپراتوری انگلیس به‌طور گسترده‌ای با سنتهای غذایی و غذاهای قاره آمریکا، چین و هند شباهت یافت. مهاجرتهای بعد از جنگ را می‌توان از دلایل این اختلاط و ورود غذاهای دیگر ملل دانست.
برخی غذاهای سنتی، مانند نان و پنیر، گوشت‌های کبابی و خورشتی، سبزیجات و گوشت‌های آب‌پز و ماهی‌های آب شیرین و شور ریشه ای قدیمی در فرهنگ انگلستان دارند. کتاب آشپزی قرن چهاردهم، بنام روشهای آشپزی حاوی دستور العمل‌هایی برای تهیه این غذاهاست است که به جای مانده از زمان دادگاه سلطنتی ریچارد دوم می‌باشد.
آشپزی انگلیسی کنونی از مواد اولیه و سبک آشپزی دیگر ملل به جای مانده از قرون وسطی تشکیل یافته‌است. از قرن هجدهم ادویه کاری از شبه قاره هند به انگلستان وارد و توسط هانا گلاس برای آشپزی مورد استفاده قرار گرفت. در طول دوره ویکتوریا نیز ورود غذاهای فرانسوی طبخ غذاهای انگلیسی را دگرگون کرد. پس از جنگ جهانی دوم، کتاب غذای مدیترانه ای خانم الیزابت دیوید ر سال ۱۹۵۰، غذاهای ایتالیایی را به خانه‌های انگلیسی وارد کرد. موفقیت او دیگر نویسندگان آشپزی را ترغیب کرد تا به کشف و توصیف سبکهای پخت دیگر ملل مانند چین و تایلند بپردازند. انگلستان همچنان جذب ایده‌های آشپزی از سراسر جهان است.

## تاریخ

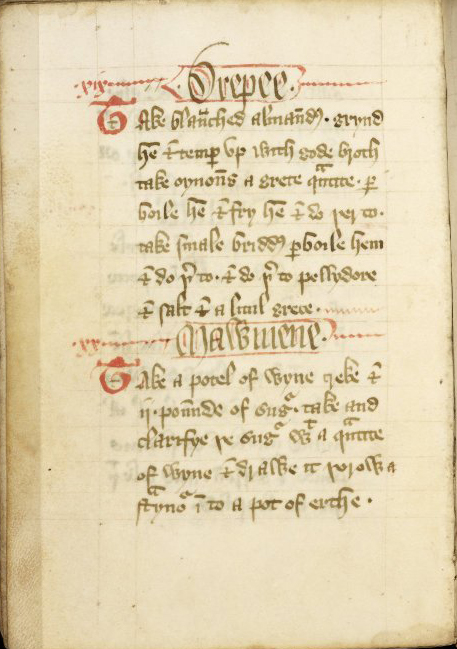
دستور طبخ از کتاب "روشهای آشپزی" برای تهیه "drepee"، پرندگان پخته شده با بادام و پیاز سرخ شده و همچنین "mawmenee"، خورشت شیرین قرقاول یا خروس محلی با دارچین، زنجبیل، میخک، خرما و آجیل کاج، رنگی با چوب صندل، میلادی ۱۳۹۰